# Монокліналь

Монокліналь

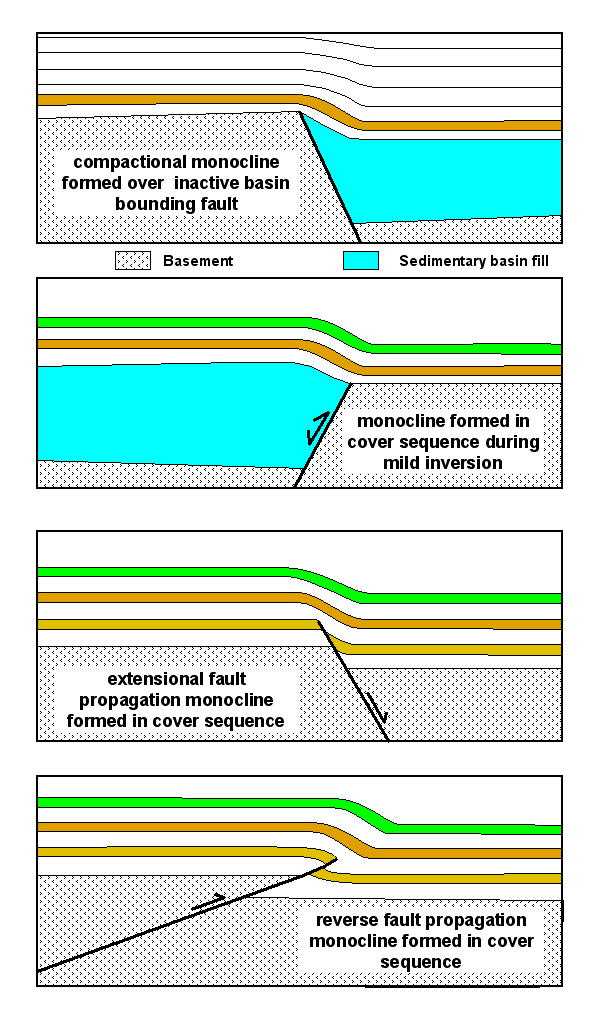
Можливі режими утворення монокліналей

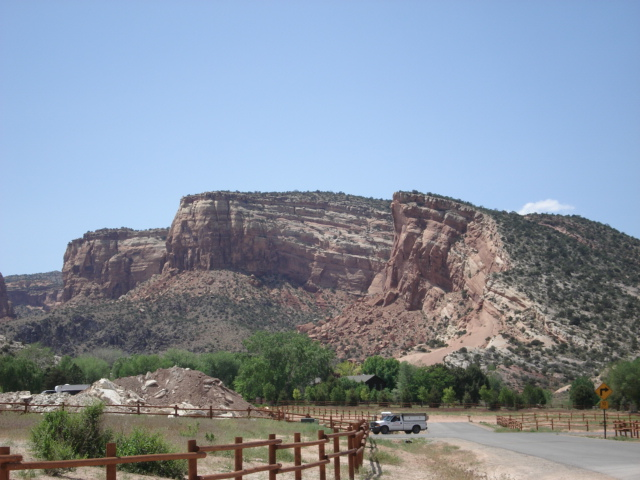
Монокліналь. Національна пам'ятка Колорадо

Монокліналь (рос. моноклиналь, англ. monoclinale, нім. Monoklinale f) — форма залягання верств гірських порід на великих територіях з нахилом в один бік. 

## Загальний опис
Нерідко монокліналлю є одне з крил великих платформних структур — антекліз і синекліз.
Моноклінальне залягання — порушене залягання гірських порід, при якому шари нахилені в один бік приблизно під одним і тим же кутом і не повторюються в розрізі.

## Приклади
- Прикладом Монокліналі є структура, яка утворена палеозойськими товщами від південного схилу Балтійського щита до центру Московської синеклізи; нахил шарів дорівнює 2-2,5 м на 1 км довжини.

- Інший приклад - монокліналь в  Національна пам'ятка Колорадо (див. світлину).

## Інтернет-ресурси
- http://bio-geo-terms.blogspot.com/2006_12_01_bio-geo-terms_archive.html [Архівовано 25 серпня 2007 у Wayback Machine.]

| Геологія | Це незавершена стаття з геології. Ви можете допомогти проєкту, виправивши або дописавши її. |